# Diumatené
Diumatené é uma cidade e comuna rural, na circunscrição de Cadiolo, na região de Sicasso ao sul do Mali. A comuna inclui a cidade e 5 vilas. Segundo censo de 1998, havia 5 640 residentes, enquanto segundo o de 2009, havia 6 338.